# أدريانا فاريلا
أدريانا فاريلا (بالإسبانية: Adriana Varela)‏ هي مغنية وممثلة أرجنتينية، ولدت في 9 مايو 1952 في الأرجنتين.

## وصلات خارجية
- أدريانا فاريلا على موقع IMDb (الإنجليزية)
- أدريانا فاريلا على موقع ميوزك برينز (الإنجليزية)
- أدريانا فاريلا على موقع أول ميوزيك (الإنجليزية)
- أدريانا فاريلا على موقع ديسكوغز (الإنجليزية)
- أدريانا فاريلا على موقع كينوبويسك (الروسية)